# Cantó de La Tremblade
El cantó de La Tremblade és un cantó francès al districte de Rochefort (departament del Charente Marítim) que compta amb sis municipis: Arvert, Chaillevette, Étaules, Les Mathes, Saint-Augustin, La Tremblade; essent aquest darrer la capital.
| Data d'elecció                           | Identitat              | Partit                      | Qualitat |
| ---------------------------------------- | ---------------------- | --------------------------- | -------- |
| 1945-1951                                | René Baraton           | SFIO                        |          |
| 1951-1958                                | Abel Besson            | RPF, després RS             |          |
| 1958-197.                                | M. Nicolle             | radical                     |          |
| 197.-1976                                | François Franc-Valluet | UDR, després sense etiqueta |          |
| 1976-1994                                | Christian Mandin       | PRG                         |          |
| 1994-                                    | Jean-Pierre Tallieu    | RPR, després Divers droite  |          |
| les dades anteriors no són pas conegudes |                        |                             |          |

| A partir de 1990: Població sense dobles comptes |